# Syrphoctonus longiventris
Syrphoctonus longiventris är en stekelart som först beskrevs av Thomson 1890.  Syrphoctonus longiventris ingår i släktet Syrphoctonus och familjen brokparasitsteklar. Arten är reproducerande i Sverige. Inga underarter finns listade i Catalogue of Life.